# Port Arthur (Tasmania)
Port Arthur es un pueblo situado en la península de Tasman, en la isla de Tasmania, Australia. Port Arthur es una de las zonas de Australia patrimoniales más significativos y además, un museo al aire libre.
El sitio forma parte de los sitios de convictos australianos, y es junto con demás propiedades, parte de los Sitios australianos de presidios (ref. 1306-007), que están en la lista de lugares Patrimonio de la Humanidad de Australia. Estos lugares son once sitios construidos por el Imperio Británico durante los siglos XVIII y XIX en fértiles franjas costeras australianas.
Port Arthur es oficialmente una atracción turística de Tasmania. Se encuentra aproximadamente a 60 kilómetros (37 millas) al sureste de la capital del estado, Hobart. En 1996 fue el escenario del peor evento de asesinato masivo en la historia poscolonial de Australia, la Masacre de Port Arthur.
La famosa masacre, ocurrida el 28 de abril de 1996, el sitio histórico de Port Arthur fue el lugar de una matanza. El autor había acabado con la vida de 35 personas e hirió a 21 más antes de ser capturado por el Grupo de Operaciones Especiales de la Policía de Tasmania. La matanza llevó a una prohibición nacional de las escopetas semiautomáticas y rifles. El autor, Martin Bryant, actualmente cumple una cadena perpetua de unos 35 años sin libertad condicional, alojándose en la ala psiquiátrica de la prisión Risdon en Hobart, Tasmania.